# Ninfide
Ninfide (in greco antico: Νύμφις?, Nýmphis; Eraclea Pontica, III secolo a.C. – ...) è stato uno storico greco antico.
Si hanno rare e incerte notizie sulla sua vita e altrettanto delle sue opere. Di alcune di esse si conoscono gli argomenti o i titoli, come le Storie su Alessandro Magno, il Periplo dell'Asia o le Storie su Eraclea.
Delle sue opere si hanno solo scarse notizie indirette, sono andate tutte perdute.